# اچ‌ام‌اس متریویت
اچ‌ام‌اس متریویت (به انگلیسی: HMS Meteorite) یک زیردریایی بود که طول آن ۴۱٫۴۵ متر (۱۳۶ فوت ۰ اینچ) بود. این زیردریایی در سال ۱۹۴۵ ساخته شد.